# Sergio Blažić
Sergio Blažić (Pula, 8. travnja 1951. – Pula, 18. siječnja 1987.), bio je hrvatski glazbenik, pjevač u pulskome hard rock sastavu Atomsko sklonište.

## Životopis
Sergio Blažić rođen je u Puli 1951. godine. Karijeru rock pjevača započeo je u pulskoj rock skupini King Stones zatim je bio u skupini Hush, koparskome Bumerangu a potom od 1976. godine bio je članom Atomskoga skloništa. U Atomskome skloništu bio je pjevač i suautor skladbi, te je s tom skupinom snimio šest albuma i stekao veliku popularnost.
Godine 1983. s Atomskim skloništem u Sjedinjenim Američkim Državama za američko tržište objavio je album Space Generation. Nakon povratka u Pulu s Atomskim skloništem snimio je još dva albuma. Bolovao je od Hodgkinove bolesti od koje je obolio 1971. godine. Atomsko sklonište posljednji put nastupa sa Sergiom Blažićem 21. srpnja 1986. godine, na oproštajnom koncertu u pulskoj diskoteci "Piramida". Tada su nastupili u standardnoj postavi: Sergio Blažić, Dragan Gužvan, Bruno Langer, Zdravko Širola, pojačani Eduardom Kancelarom za klavijaturama.
Umro je u Puli 18. siječnja 1987. godine od posljedica Hodgkinove bolesti. Na njegovu pokopu dva dana kasnije bilo je prisutno više od 4.000 ljudi.

## Diskografija

### Studijski albumi
- 1978. - Ne cvikaj generacijo
- 1978. - Infarkt
- 1980. - U vremenu horoskopa
- 1981. - Extrauterina
- 1982. - Mentalna higijena
- 1984. - Zabranjeno snivanje

### Albumi uživo
- 1980. - Atomska trilogija
- 1985. - Jednom u životu

### Atomic Shelter
- 1983. - Space Generation

### Kompilacije
- 1976. – 1986. (RTV Slovenija)
- '76 - '86 Kolekcija hitova Vol. 2

### Singlice
- 1979. - "Pomorac sam majko" / "Pakleni vozači"
- 1980. - "Bez kaputa" / "Tko će tad na zgarištu reći"
- 1980. - "Generacija sretnika" / "Gazi opet čizma"

## Spomen
- U spomen na njegovo glazbeno djelovanje i borbu protiv Hodgkinove bolesti u Puli se od 1988. do 2008. godine održavao Memorijal Sergio Blažić-Đoser.[1][3]
- 2014.: Zelena površina u puljskoj Krležinoj ulici nazvana je Poljana Sergia Blažića-Đosera.[4][5]

## Vanjske poveznice
- Odlomci nedovršenoga životopisa Sergia Blažića objavljeni u Glasu Istre, siječnja 1997. godine. Autor je Armando Černjul. Sergio Blažić - Đoser: Ja moram živjeti (1/5): 1. dio: Puljani su čudna publika..., 2. dio: Odbačeni, pa primljeni, 3. dio: Odbijeni u Zagrebu i Beogradu, 4. dio: U vremenu horoskopa, 5. dio: Umjesto atomske bombe mogli ste pronaći lijek, (u međumrežnoj pismohrani archive.org 27., 28. kolovoza 2010.)